# Радзішево (Старгардський повіт)
Радзішево (пол. Radziszewo) — село в Польщі, у гміні Старґард Старгардського повіту Західнопоморського воєводства.
У 1975-1998 роках село належало до Щецинського воєводства.